# Бијеле Земље
Бијеле Земље (хрв. Bijele Zemlje, итал. Terre Bianche) је насељено место у општини Грожњан, Истарска жупанија, Хрватска.

## Историја
До територијалне реорганизације у Хрватској били су у саставу старе општине Бује.

## Становништво
У попису становништва из 2011. године, Бијеле Земље су имале 80 становника.
| Број становника према пописима | Број становника према пописима | Број становника према пописима | Број становника према пописима | Број становника према пописима | Број становника према пописима | Број становника према пописима | Број становника према пописима | Број становника према пописима | Број становника према пописима | Број становника према пописима | Број становника према пописима | Број становника према пописима | Број становника према пописима | Број становника према пописима | Број становника према пописима |
| ------------------------------ | ------------------------------ | ------------------------------ | ------------------------------ | ------------------------------ | ------------------------------ | ------------------------------ | ------------------------------ | ------------------------------ | ------------------------------ | ------------------------------ | ------------------------------ | ------------------------------ | ------------------------------ | ------------------------------ | ------------------------------ |
| 1857                           | 1869                           | 1880                           | 1890                           | 1900                           | 1910                           | 1921                           | 1931                           | 1948                           | 1953                           | 1961                           | 1971                           | 1981                           | 1991                           | 2001                           | 2011                           |
| 0                              | 0                              | 141                            | 199                            | 206                            | 234                            | 0                              | 0                              | 302                            | 237                            | 201                            | 102                            | 100                            | 93                             | 90                             | 80                             |

Напомена: Године 1857, 1869, 1921 и 1931. године подаци су садржани у насељу Грожњан, као и део података из 1880. и 1890. године.